# 画家の家族の肖像 (ホルバイン)
『画家の家族の肖像』（がかのかぞくのしょうぞう、独: Bildnis der Frau des Künstlers mit den beiden ältesten Kindern、英: Portrait of the Artist's Family）は、ドイツ・ルネサンス期の画家ハンス・ホルバインが制作した肖像画である。 画家の妻エルズベット・ビンツェンシュトック (Elsbeth Binzenstock) 、息子フィリップ (Philipp) 、娘カタリナ ( Katharina) を描いている。ホルバインがイングランドから帰郷して、バーゼルに滞在していた1528-1529年に制作されたもので、紙上に描かれ、菩提樹板に糊で貼られている。作品はスイスのバーゼル市立美術館に所蔵されている。

## 作品
エルズベットは娘を膝に乗せ、手を息子の右肩に置いて長椅子に座っている。画面下部右側の長椅子には数字の152(…) が見える。最後の数字は絵画の切断された部分にあり、少女の右手の指先も同様である。絵画は垂直に糊付けされた3枚の紙上に描かれており、右側の2枚は左側の1枚よりずっと幅が広い。少年の身体と顔は横向きに描かれ、母親は正面から描かれている。母親は特に何も見つめていないようであるが、少年は上部右側を見つめている。 母親の頭部はボネットに覆われ、ボネットは繊細な黒色の縁取りがついた透明なベールに覆われている。母親の右手は未完成のように見える。少女は左を向き、左手で何かを掴んでいるようであり、 それはおそらく切断された絵画の右側の部分にあったものである。

### 評価
ホルバインの妻はローザ・スカーフを着け、暗い青色の服を纏っているが、その姿は画家の『ソロトゥルンの聖母 』の聖母マリアに類似している。このことにより、美術史家のアンドレアス・バイアー (Andreas Beyer) は、本作はホルバイン自身の「聖家族」ではないかと仮定するにいたった。家族は質素な服装をしており、ホルバインがイングランドから持ち帰った富とは著しい対照をなしている。赤外線リフレクトグラフィーを用いた調査で、フィリップの頭部は画中のもっと低い位置に描かれていたことが判明し、この肖像画は元来、家族を描いている画家自身も含むもっと大きな構図として予定されていたことが推測される。この仮説は、絵画の初期の所有者で画家であったハンス・アスパーによる、おそらく絵画が今の状態に切断される以前の記述にも裏付けらる。

### 影響
絵画がもっと大きかったこと、そして右側の3番目の紙がもう1人の人物、すなわちホルバイン自身、あるいはバーゼル市立美術館蔵の『コリントの遊女ライス』に似ている女性を含んでいたことが推測される。母親、2人の子供、そして『コリントの遊女ライス』に似ている女性を描いた素描がウィーンのアルベルティーナで見られる。本作はハンス・アスパーの作品に影響を与えたようで、アスパーは1538年の女性の肖像の中で、2人の子供をネコと犬に換えている。本作に触発された数点の絵画が存在する。たとえば、リール宮殿美術館には宗教的含蓄のあるパスティーシュ (先行作品を模倣した作品) があり、ホルバインの家族にアルベルティーナにある『コリントの遊女ライス』に触発された女性が加わっている。

## 所有
数年間、絵画はホルバインの妻エルズベット・ビンツェンシュトックにより所有されていたが、1543年までに、チューリヒ出身の肖像画家ハンス・アスパーの所有となった。アスパーは、バジリウス・アメルバッハの申し出も含め絵画買取のいくつかの申し出をされたが、売却を拒否した。アスパーの死後になってようやく、絵画はアメルバッハの所有となった。アメルバッハは、チューリヒ出身の薬剤師ゲオルク・クラウザー (Georg Clauser)  の仲介を通して、6クラウンを支払った。本作は、1586年のアメルバッハ家の目録に記載されているが、1661年にバーゼル市により購入された。現在はバーゼル市立美術館に展示されている。